# Invicta (Automarke)
Invicta war eine britische Automobilmarke, die 1901–1905 von H. E. Richardson in Finchley (London) hergestellt wurde. Es waren die ersten britischen Automobile, die den später so berühmten Namen trugen.
Es entstanden verschiedene Modelle in geringer Zahl, die aber weder große technische noch wirtschaftliche Bedeutung erlangten.

## Quelle
- David Culshaw & Peter Horrobin: The Complete Catalogue of British Cars 1895–1975. Veloce Publishing plc. Dorchester (1999), ISBN 1-874105-93-6